# Karl Stupp
Karl Stupp – auch Carl Stupp – (* 16. Januar 1841 in Köln; † 15. Oktober 1925 in Meerhof) war ein deutscher Landwirt und Reichstagsabgeordneter.

## Leben
Karl Stupp war ein Sohn des Oberbürgermeisters von Köln Hermann Joseph Stupp. Er besuchte die Volksschule und das Gymnasium in Köln und 1861/62 die landwirtschaftliche Akademie in Göttingen-Weende. 1862 wurde er im Corps Brunsviga Göttingen recipiert. Bis 1872 verwaltete er das elterliche Gut, den Gertrudenhof bei Stommeln, und war dann im landwirtschaftlichen Betrieb der von ihm mitbegründeten ersten Rheinischen Aktien-Zuckerfabrik Ameln tätig. Ab 1896 war er Rittergutspächter auf Kasparshof in Ameln und Vorstandsmitglied des Rheinischen Bauernvereins. Weiter war er von 1889 bis 1896 Dorfschaftsvorsteher in Ameln. Von 1899 bis 1918 war er Mitglied des Preußischen Abgeordnetenhauses für den Wahlkreis Aachen 3 (Düren–Jülich) und von 1903 bis 1912 war er Mitglied des Deutschen Reichstags für den Wahlkreis Regierungsbezirk Koblenz 2 Landkreis Neuwied und die Deutsche Zentrumspartei.  